# João Sassetti
João Vicente de Freitas Branco Sassetti (Lisbona, 22 gennaio 1892 – Lisbona, 28 maggio 1946) è stato uno schermidore portoghese di origini italiane, vincitore di una medaglia di bronzo nella scherma ai giochi olimpici.